# Середня Ступка
Середня Ступка — річка в Україні, у Бахмутському районі Донецької області. Ліва притока Бахмутки (басейн Сіверського Дінця, система Дону).

## Опис
Довжина річки 14 км, похил річки 6,5  м/км, найкоротша відстань між витоком і гирлом — 12,67  км, коефіцієнт звивистості річки — 1,11 . Площа басейну водозбору 102  км². Річка формується 4 притоками та 9 загатами.

## Розташування
Бере початок в Жаркому лісі на південно-західній околиці Калинівки. Тече переважно на північний схід через Богданівку, Берхівку, Парасковіївку. В Парасковіївці впадає в Бахмутку.
Населені пункти вздовж берегової смуги: Часів Яр, Калинівка, Григорівка, Оріхово-Василівка, Дубово-Василівка, Ягідне.
Притоки: Малі Ступки, Кудлина (ліві).

## Цікаві факти
- У селі Парасковіївці річку перетинають євроавтошлях E40М03 та залізничні дороги. На лівому березі річки на відстані приблизно 300 м розташована станція Шевченко.